# Anolis wermuthi
Anolis wermuthi es una especie de iguanios de la familia Dactyloidae.

## Distribución geográfica
Es endémica de Nicaragua.